# Lithiumtherapie

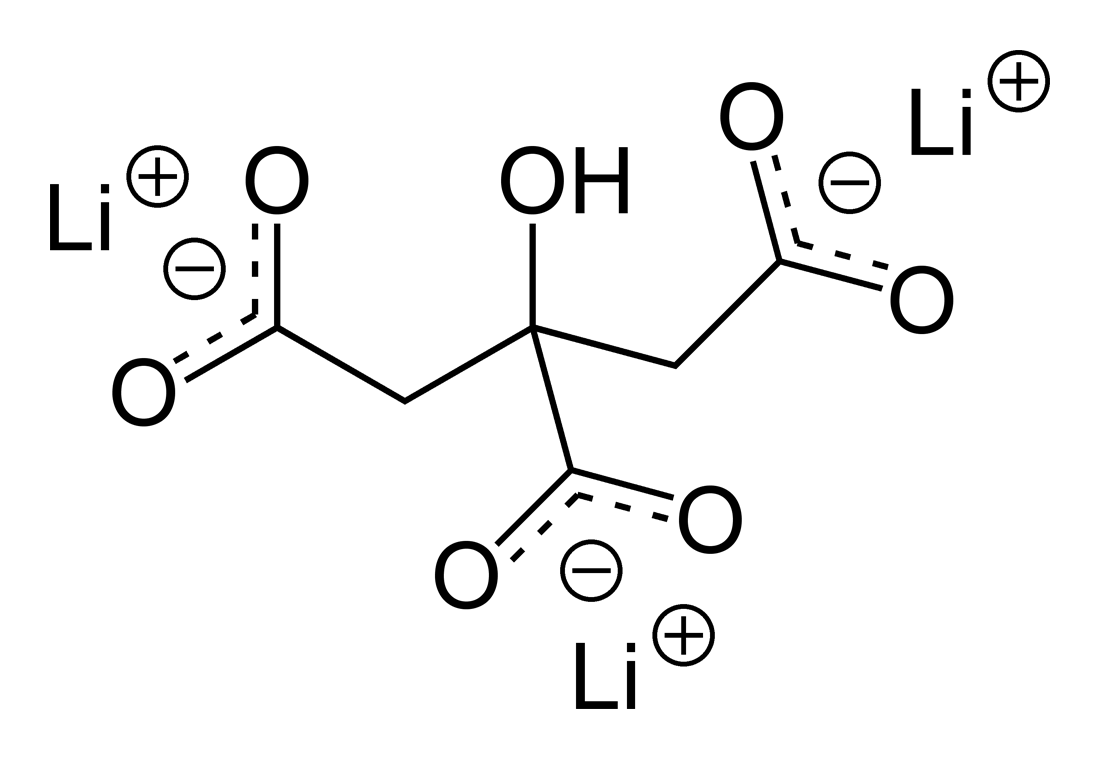
Lithiumcitraat

Onder lithiumtherapie wordt het gebruik verstaan van het lithium-ion, Li+, als medicatie. Verschillende lithiumzouten worden gebruikt als stemmingsstabilisator, vooral bij de medische behandeling van de bipolaire stoornis. Lithiumcarbonaat (Li2CO3) en lithiumcitraat (Li3C6H5O7) worden zowel onder de stofnaam als onder merknamen op de markt gebracht.
Lithiumverbindingen als medicijn zijn opgenomen in de lijst van essentiële geneesmiddelen van de WHO.

## Geschiedenis
In de negentiende eeuw werd Lithium toegepast als behandeling van jicht omdat het urinezuur kon afdrijven; maar het bleek in de benodigde dosering giftig te zijn. Vanwege een verondersteld verband tussen urinezuur en manische en depressieve stoornissen, gebruikten de Deen Carl de Lange en William Alexander Hammond in New York lithium sedert 1870 voor de behandeling van de bipolaire stoornis.
Rond het jaar 1900 raakte deze toepassing van lithium in onbruik, mogelijk omdat de industrie niet wilde investeren in een geneesmiddel waar geen patent op aangevraagd kon worden. Toen de waarde van een zoutloos dieet bij bepaalde aandoeningen bekend werd, kregen patiënten lithium voorgeschreven als zoutvervanger. In 1949 stopte ook dit gebruik toen er rapporten verschenen over sterfgevallen en ernstige bijwerkingen.
De bruikbaarheid van lithiumzouten voor de behandeling van manie werd in 1949 opnieuw ontdekt door de Australische psychiater John Cade. Cade ontdekte dat zijn proefdieren rustig werden van een injectie lithiumuraat. Cade stelde voor om lithiumzouten als tranquillizer te gebruiken, en had vooral succes bij manische patiënten.
De behandeling werd wereldwijd niet onmiddellijk geaccepteerd, omdat kleine overschrijdingen van de dosis al gevaarlijk konden zijn en men slechte ervaringen had met het gebruik als tafelzout. Langzamerhand werd Lithium een geaccepteerd middel.

## Werkingsmechanisme van lithiumzouten
Het is niet precies bekend hoe lithium werkt. Het heeft in het centraal zenuwstelsel een wisselwerking met meerdere neurotransmitters. Uiteindelijk is het effect dat de afscheiding van noradrenaline minder wordt en de afscheiding van serotonine toeneemt. Lithium heeft geen duidelijk gedragseffect wanneer gezonde mensen een therapeutische dosis innemen. 

## Behandeling
Lithium wordt vooral gebruikt bij de behandeling van manie. In het beginstadium wordt het vaak gecombineerd met antipsychotica, omdat het effect soms even op zich laat wachten. Het middel wordt als iemand lijdt aan een bipolaire stoornis ook gebruikt om manische of depressieve episodes te voorkomen. Lithium heeft meer effect bij het voorkomen van manie dan van depressie. Bij iemand die uitsluitend aan depressies lijdt, kan lithium het effect van andere antidepressiva versterken. In uitzonderingsgevallen wordt het ook bij andere psychiatrische aandoeningen voorgeschreven.

### Protocol
Gebruikers worden vaak gevolgd via bezoeken aan een zogenoemde lithiumpoli. Hier worden met lithiumcarbonaat behandelde patiënten gecontroleerd volgens een vast schema. Er wordt gevraagd hoe de stemming van de patiënt is en of er bijwerkingen zijn opgetreden. De nierfunctie is hierbij het belangrijkst: grote urineproductie (bijvoorbeeld meer dan 3,5 liter per 24 uur) verdient aandacht, maar ook de zoute smaak in de mond, want dit kan duiden op een (dreigende) beschadiging van de nier (nefrogene diabetes insipidus). Controle van gewicht en halsomvang zijn eveneens van belang. In het bloed worden de hoeveelheden lithium, creatinine, TSH en natrium bepaald.

### Dosering en voorzorgen
De gewenste dosering wordt vastgesteld door middel van een bloedspiegelbepaling. In de manische fase is een spiegel van ongeveer 1,0 mmol/L na te streven; als het preventief wordt voorgeschreven wordt een spiegel van 0,4 tot 0,8 mmol/L nagestreefd. De spiegel moet gecontroleerd worden omdat deze kan wijzigen bij een veranderde vochtbalans, zoals bij warm weer, koorts en diarree met uitdroging. Talrijke geneesmiddelen verstoren de bloedspiegel: de meest gebruikte zijn diuretica, RAS-remmers, NSAID's en COX-2-remmers. Een zoutarm dieet is niet wenselijk. Te veel zout consumeren, bijvoorbeeld chips, is echter ook niet raadzaam: er kunnen dan bijwerkingen ontstaan die op allergische reacties lijken of een lithiumvergiftiging. Volgens het protocol zullen ook de nierfunctie en de schildklier worden gecontroleerd. De kans op bijwerkingen is minder als lithium in één gift voor de nacht wordt gegeven.

### Bijwerkingen
Trillende handen, een zoute smaak in de mond, dorst, veel urineren zijn veel voorkomende bijwerkingen. Wanneer het urineren te erg wordt, is medische aandacht nodig om te voorkomen dat er renale diabetes insipidus ontstaat. Lithiumcarbonaat kan de oorzaak zijn van een te traag werkende schildklier (hypothyreoïdie). Een vergiftiging door lithiumcarbonaat kan leiden tot verwardheid, onrust, trillen en zelfs de dood.

## Zwangerschap
Blootstelling aan lithiumcarbonaat tijdens de zwangerschap kan leiden tot geboorteafwijkingen, de Nederlandse Gezondheidsraad heeft lithiumcarbonaat ingedeeld in de categorie geneesmiddelen die schade toebrengen aan de ongeboren vrucht. In een studie werd een dergelijk verband niet gevonden bij lage doseringen, mogelijk treedt er dus alleen bij hogere doseringen schade op.
Lithiumcarbonaat wordt via de moedermelk doorgegeven en kan mogelijk schade toebrengen aan de zuigeling.